# Jagdgeschwader 52
Das  Jagdgeschwader 52 (JG 52)  war ein Verband der deutschen Luftwaffe. Das Geschwader wurde während des Zweiten Weltkrieges hauptsächlich an der Ostfront eingesetzt. Mit annähernd 9.000 Abschüssen während des Krieges ist es das erfolgreichste Jagdgeschwader bis in die heutige Zeit. Zu den bekanntesten Einheitsangehörigen zählten Erich Hartmann, Gerhard Barkhorn und Günther Rall. Das Standardflugzeug der Einheit war die Bf 109.

## Geschichte

### Aufstellung
Die I. Gruppe wurde am 1. November 1938 als I./ JG 433 in Ingolstadt-Manching aufgestellt (am 1. Mai 1939 wurde sie im Anschluss an die Verlegung der Gruppe von Ingolstadt nach Böblingen in I./ JG 52 umbenannt). Der Aufbau der II. Gruppe erfolgte mit Beginn des Krieges durch Zusammenführung der I./ JG 71 und des JG 72 zur 4. bzw. 5./ JG 52, gefolgt von der 6./ JG 52 (gleichfalls noch im September 1939). Als letzte Gruppe kam am 1. März 1940 auf dem Fliegerhorst Strausberg die III./ JG 52 hinzu. Noch während der Aufstellungsphase kam es zum ersten bestätigten Abschuss, als Paul Gutbrod (11./ JG 52) am 8. September 1939 westlich Karlsruhe einen französischen Aufklärer des Typs ANF Les Mureaux 117 abschoss.

### Westfeldzug, Luftschlacht um England und Operation Merkur
Bis Mai 1940 war das Geschwader unter dem Kommando der Luftflotte 3 zum Schutz der Westgrenze im pfälzischen Raum (Mannheim) am Fliegerhorst Sandhofen abgestellt, um dann unter dem V. Fliegerkorps am Westfeldzug teilzunehmen. Im Juni 1940 erfolgte jedoch bereits wieder eine Rückverlegung nach Nord- und Mitteldeutschland. Das Geschwader wurde im August 1940 an die Straße von Calais (u. a. Coquelles) verlegt, um an der Luftschlacht um England teilzunehmen. Die III. Gruppe wurde im Oktober nach Pipera in Rumänien zur Luftflotte 4 abgezogen, um dort rumänische Piloten auszubilden.
Bis zum Ende 1940 wurden 177 Abschüsse und 53 Tote oder vermisste Piloten gemeldet. Zur Unterstützung der Luftlandeoperationen auf Kreta (Unternehmen Merkur) wurde die III. Gruppe nach Griechenland verlegt und flog von dort aus größtenteils Bodenangriffe.

### Ostfront

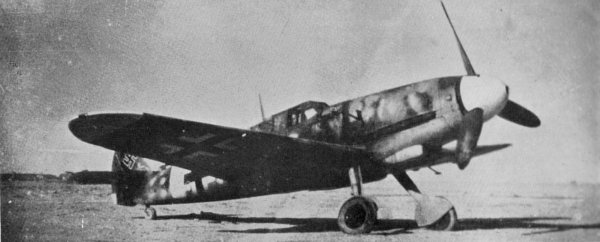
Die Bf 109, das Standardflugzeug des Geschwaders

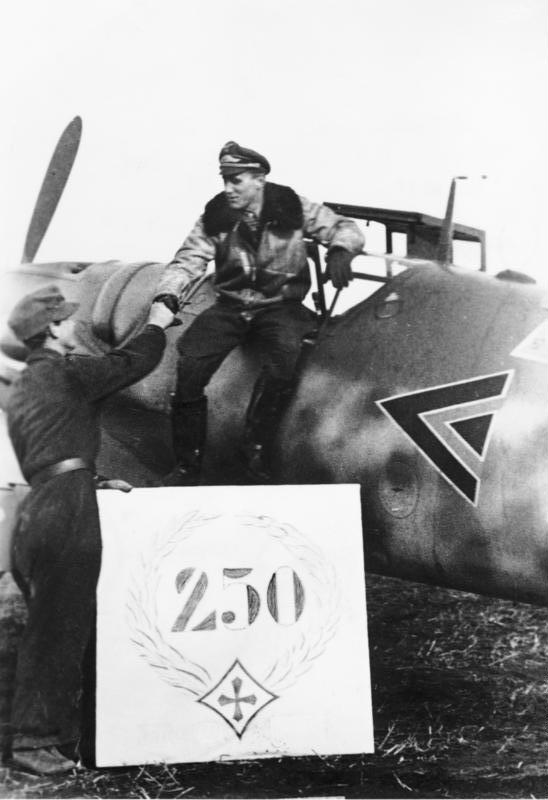
Günther Rall

Zur Vorbereitung des Kriegs gegen die Sowjetunion wurde das Geschwader in den Osten verlegt. Es wurden hauptsächlich die Heeresgruppe Süd unterstützt und die rumänischen Ölfelder gesichert. Während die I. und II. Gruppe anderen Verbänden unterstellt wurden, flog die III. Gruppe im südlichsten Sektor der Front, am Schwarzen Meer. Dies führte dazu, dass es zu verhältnismäßig wenig Feindkontakten kam. Der III. Gruppe wurde im Herbst 1941 die 15. (kroatische) Jagdstaffel angegliedert, der ab 27. Oktober 1942 noch die 13. (slowakische) Jagdstaffel bei der II. Gruppe folgte.
In den ersten Monaten des Feldzuges zeigte sich, dass die sowjetischen Piloten zum Großteil schlecht ausgerüstet und vor allem schlecht ausgebildet waren, so dass viele Piloten des Geschwaders hohe Abschusszahlen erreichten. So wurden in der Zeit zwischen dem 22. Juni und dem 5. Dezember 1941 881 sowjetische Maschinen zerstört. Anfang 1942 wurde das JG 52 zusammen mit dem JG 3 der Luftflotte 4 unterstellt und war für die Luftunterstützung im südlichen Sektor der Front verantwortlich.
Ende Juni 1942 startete die deutsche Sommeroffensive Fall Blau, mit dem der Aufstieg des Geschwaders als typisches „Ostgeschwader“ begann. In der Folge wurde die höchste Abschusszahl feindlicher Flugzeuge in der Luftkriegsgeschichte erreicht. Die einzelnen Gruppen operierten meist selbstständig und räumlich weit voneinander getrennt an fast allen Frontabschnitten. In dieser Zeit erfolgte auch die Neuausrüstung auf die moderneren Bf 109G. Neben freier Jagd, Begleitschutz und Aufklärung mussten vermehrt Tiefangriffe zur Entlastung der Bodentruppen geflogen werden.
Im September 1942 erzielte Hermann Graf als erster Flugzeugführer der Luftwaffe seinen 200. Abschuss. Als sich die Niederlage bei Stalingrad abzeichnete, wurden Teile des Geschwaders bei dem Unternehmen Wintergewitter eingesetzt. Der Einsatzweg führte es über Barwenkowo, Kertsch, Stalingrad, Kaukasus bis zum Kubanbrückenkopf.
Der Stab, die I. und III./JG 52 nahmen ab 5. Juli 1943 am Unternehmen Zitadelle teil. Unter der Luftflotte 4 dem VIII. Fliegerkorps zugeteilt, unterstützten sie den südlichen Angriffskeil beim letztendlich gescheiterten Angriff in Richtung Kursk. Weitere Einsatzorte waren am Mius, Uman und die Verteidigung von Sewastopol. Im Frühjahr 1944 waren Teile des Geschwaders dem Fliegerführer Süd unterstellt. Zeitweise erfolgte auch die Unterstellung der Kgl. Ungarischen Jagdstaffel.
Nachdem die Krim im Mai 1944 geräumt werden musste, erfolgte die Teilung des Geschwaders. Die 2., 4. und 7. Staffel wurden an die Reichsverteidigung abgegeben. Die II. Gruppe zog über Rumänien im August 1944 nach Siebenbürgen und Ungarn, um sich schließlich im April 1945 auf Plätze um Wien zurückzuziehen. Während die II. Gruppe in Rumänien stationiert war, kam es erstmals zu Luftgefechten mit der USAAF, die die rumänischen Ölfelder vermehrt angriff. Der Geschwaderstab und die beiden anderen Gruppen wurden jedoch ab Mai 1944 in Rumänien, bei Krakau, im Weichselbrückenkopf, in Ostpreußen und Kurland, zur Versorgung von Breslau aus der Luft und in Böhmen eingesetzt.
Am 8. Mai, dem Tag der Kapitulation, erzielte Erich Hartmann, in der Nähe von Brünn, den letzten Abschuss des Geschwaders.
Nach der Sprengung sämtlicher Flugzeuge ergab sich dort das Geschwader bei Kriegsende den US-amerikanischen Truppen der 90. Infanteriedivision. Am 16. Mai 1945 erfolgte jedoch die Auslieferung an die russischen Truppen. Einzelne Geschwaderangehörige, zum Beispiel Erich Hartmann, kehrten erst über zehn Jahre später aus der Gefangenschaft zurück.

## Einsatzstatistik
Die Einsatzaufzeichnungen der letzten Kriegsmonate wurden zerstört, somit sind keine Zahlen für diesen Zeitraum bekannt. Die Flugzeugführer des Geschwaders meldeten den Abschuss von 9000 gegnerischen Flugzeugen. Dabei gaben 33 Flugzeugführer jeweils mehr als 100 Abschüsse an, darunter die drei erfolgreichsten Flugzeugführer der Luftwaffe: Erich Hartmann, Gerhard Barkhorn und Günther Rall. Sie meldeten zusammen 928 Flugzeugabschüsse, die im Einzelnen auch in späteren Kriegen nicht mehr übertroffen wurden. Dem gegenüber stehen 678 Flugzeugführer, die im Einsatz getötet wurden.

## Auszeichnungen
53 Piloten erhielten, während sie für das JG 52 flogen, das Ritterkreuz des Eisernen Kreuzes. Das Eichenlaub zum Ritterkreuz erhielten 15 Piloten. Von diesen wurden 7 zusätzlich mit den Schwertern ausgezeichnet. Erich Hartmann und Hermann Graf gehörten zu den nur 27 Soldaten der Wehrmacht, denen die Brillanten zum Ritterkreuz verliehen wurden.

## Ritterkreuzträger
| Name                             | Ritterkreuz   | Eichenlaub    | Schwerter     | Brillanten    |
| -------------------------------- | ------------- | ------------- | ------------- | ------------- |
| Leesmann, Karl-Heinz             | 23. Juli 1941 |               |               |               |
| Steinhoff, Johannes              | 30. Aug. 1941 | 2. Sep. 1942  | 28. Juli 1944 |               |
| Köppen, Gerhard                  | 18. Dez. 1941 | 27. Feb. 1942 |               |               |
| Graf, Hermann                    | 24. Jan. 1942 | 17. Mai 1942  | 19. Mai 1942  | 16. Sep. 1942 |
| Steinbatz, Leopold               | 14. Feb. 1942 | 2. Juni 1942  | 23. Juni 1942 |               |
| Dickfeld, Adolf                  | 19. März 1942 | 19. Mai 1942  |               |               |
| Roßmann, Edmund                  | 19. März 1942 |               |               |               |
| Wachowiak, Friedrich             | 5. Apr. 1942  |               |               |               |
| Zwernemann, Josef                | 23. Juni 1942 | 31. Okt. 1942 |               |               |
| Gratz, Karl                      | 1. Juli 1942  |               |               |               |
| Grislawski, Alfred               | 1. Juli 1942  | 11. Apr. 1944 |               |               |
| Simsch, Siegfried                | 1. Juli 1942  |               |               |               |
| Steffen, Karl                    | 1. Juli 1942  |               |               |               |
| Barkhorn, Gerhard                | 23. Aug. 1942 | 12. Jan. 1943 | 2. März 1944  |               |
| Dammers, Hans                    | 23. Aug. 1942 |               |               |               |
| Schmidt, Heinz                   | 23. Aug. 1942 | 16. Sep. 1942 |               |               |
| Rall, Günther                    | 3. Sep. 1942  | 26. Okt. 1942 | 12. Sep. 1943 |               |
| Semelka, Waldemar                | 4. Sep. 1942  |               |               |               |
| Süß, Ernst                       | 4. Sep. 1942  |               |               |               |
| Resch, Rudolf                    | 6. Sep. 1942  |               |               |               |
| Graßmuck, Berthold               | 19. Sep. 1942 |               |               |               |
| Hammerl, Karl                    | 19. Sep. 1942 |               |               |               |
| Bennemann, Dr. med. dent. Helmut | 2. Okt. 1942  |               |               |               |
| Füllgrabe, Heinrich              | 2. Okt. 1942  |               |               |               |
| Krupinski, Walter                | 29. Okt. 1942 | 2. März 1944  |               |               |
| Miethig, Rudolf                  | 29. Okt. 1942 |               |               |               |
| von Bonin, Hubertus              | 21. Dez. 1942 |               |               |               |
| Freuwörth, Wilhelm               | 5. Jan. 1943  |               |               |               |
| Wiese, Johannes                  | 5. Jan. 1943  | 2. März 1944  |               |               |
| Denk, Gustav                     | 14. März 1943 |               |               |               |
| Nemitz, Willi                    | 24. März 1943 |               |               |               |
| Trenkel, Rudolf                  | 19. Aug. 1943 |               |               |               |
| Korts, Berthold                  | 29. Aug. 1943 |               |               |               |
| Hartmann, Erich                  | 29. Okt. 1943 | 2. März 1944  | 2. Juli 1944  | 25. Aug. 1944 |
| Quast, Werner                    | 31. Dez. 1943 |               |               |               |
| Waldmann, Hans                   | 5. Feb. 1944  |               |               |               |
| Petermann, Viktor                | 29. Feb. 1944 |               |               |               |
| Obleser, Friedrich               | 12. März 1944 |               |               |               |
| Batz, Wilhelm                    | 26. März 1944 | 20. Juli 1944 | 21. Apr. 1945 |               |
| Fönnekold, Otto                  | 26. März 1944 |               |               |               |
| Sturm, Heinrich                  | 26. März 1944 |               |               |               |
| Bunzek, Johannes                 | 6. Apr. 1944  |               |               |               |
| Hoffmann, Gerhard                | 14. Mai 1944  |               |               |               |
| Düttmann, Peter                  | 9. Juni 1944  |               |               |               |
| Sachsenberg, Heinz               | 9. Juni 1944  |               |               |               |
| Bachnick, Herbert                | 27. Juli 1944 |               |               |               |
| Birkner, Hans-Joachim            | 27. Juli 1944 |               |               |               |
| Wolfrum, Walter                  | 27. Juli 1944 |               |               |               |
| Schall, Franz                    | 10. Okt. 1944 |               |               |               |
| Lipfert, Helmut                  | 5. Apr. 1945  | 17. Apr. 1945 |               |               |
| Resch, Anton                     | 7. Apr. 1945  |               |               |               |
| Ewald, Heinz                     | 20. Apr. 1945 |               |               |               |
| Haas, Friedrich                  | 26. Apr. 1945 |               |               |               |

## Kommandeure

### Geschwaderkommodore
- Major Merhart von Bernegg (19. August 1939 bis 18. August 1940)
- Major Hanns Trübenbach (19. August 1940 bis 10. Oktober 1941)
- Major Wilhelm Lessmann (15. Oktober 1941 bis 2. Juni 1942)
- Oberstleutnant Friedrich Beckh (3.–21. Juni 1942)
- Major Herbert Ihlefeld (22. Juni bis 28. Oktober 1942)
- Oberstleutnant Dietrich Hrabak (1. November 1942 bis 30. September 1944)
- Oberstleutnant Hermann Graf (1. Oktober 1944 bis 8. Mai 1945)

### Gruppenkommandeure
I. Gruppe
- Hauptmann Dietrich Graf von Pfeil und Klein-Ellguth (1. November 1938 bis 21. November 1939)
- Oberleutnant Wolfgang Ewald (21. November 1939 bis 9. Februar 1940)
- Hauptmann Siegfried von Eschwege (9. Februar bis 26. August 1940)
- Hauptmann Wolfgang Ewald (26. August 1940 bis 24. Mai 1941)
- Oberleutnant Karl-Heinz Leesmann (25. Mai bis 6. November 1941)
- Oberleutnant Carl Lommel (6. November 1941 bis 6. Mai 1942)
- Hauptmann Karl-Heinz Leesmann (6. Mai bis 13. Juni 1942)
- Hauptmann Helmut Bennemann (14. Juni 1942 bis 10. Mai 1943)
- Hauptmann Johannes Wiese (11. Mai bis 1. August 1943)
- Hauptmann Gerhard Barkhorn (1.–30. August 1943)
- Hauptmann Johannes Wiese (1. November 1943 bis 19. Mai 1944)
- Hauptmann Adolf Borchers (11. Juni 1944 bis 31. Januar 1945)
- Hauptmann Erich Hartmann (1. Februar bis 8. Mai 1945)

II. Gruppe
- Hauptmann Hans-Günther von Kornatzki (1. September 1939 bis 26. August 1940)
- Hauptmann Wilhelm Ensslen (27. August bis 2. November 1940)
- Hauptmann Erich Woitke (3. November 1940 bis 28. Februar 1942)
- Hauptmann Johannes Steinhoff (1. März 1942 bis 24. März 1943)
- Hauptmann Helmut Kühle (25. März bis 31. August 1943)
- Hauptmann Gerhard Barkhorn (1. September 1943 bis 31. Mai 1944)
- Hauptmann Helmut Lipfert (1. Juni bis 25. Oktober 1944)
- Major Gerhard Barkhorn (26. Oktober 1944 bis 15. Januar 1945)
- Hauptmann Erich Hartmann (16.–31. Januar 1945)
- Hauptmann Wilhelm Batz (1. Februar bis 8. Mai 1945)

III. Gruppe
- Hauptmann Wolf-Heinrich von Houwald (1. März bis 24. Juli 1940)
- Major Alexander von Winterfeldt (1. August bis 6. Oktober 1940)
- Major Gotthard Handrick (7. Oktober 1940 bis 22. Juni 1941)
- Major Albert Blumensaat (23. Juni bis 30. September 1941)
- Major Hubertus von Bonin (1. Oktober 1941 bis 5. Juli 1943)
- Hauptmann Günther Rall (6. Juli 1943 bis 18. April 1944)
- Major Wilhelm Batz (19. April 1944 bis 31. Januar 1945)
- Hauptmann Adolf Borchers (1. Februar bis 8. Mai 1945)

## Bekannte Geschwaderangehörige
- Gerhard Barkhorn (1919–1983), war 1975, als Generalmajor der Luftwaffe der Bundeswehr, Chef des Stabes der 2. taktischen Luftwaffe
- Wilhelm Batz (1916–1988), war von 1961 bis 1964, als Oberst der Luftwaffe der Bundeswehr, Geschwaderkommodore des Lufttransportgeschwaders 63
- Hans Berthel (1914–2003), Filmarchitekt
- Artur Fischer (1919–2016), Unternehmer und Erfinder
- Josef Haiböck (1917–2002), war 1975 als Generalmajor des österreichischen Bundesheeres Kommandeur der Fliegerdivision
- Gotthard Handrick (1908–1978), gewann bei den Olympischen Sommerspielen in Berlin 1936 im Modernen Fünfkampf die Goldmedaille
- Erich Hartmann (1922–1993), ist mit 352 bestätigten Luftsiegen der bisher erfolgreichste Jagdflieger in der Geschichte des Luftkrieges
- Dietrich Adolf Hrabak (1914–1995), war 1970, als Generalmajor der Luftwaffe der Bundeswehr, General der Kampfverbände im Luftwaffenamt
- Heinz Knoke (1921–1993), war von 1951 bis 1952, für die SRP, Mitglied des Niedersächsischen Landtages
- Walter Krupinski (1920–2000), war von 1974 bis 1976 als Generalleutnant der Luftwaffe der Bundeswehr Kommandierender General des Luftflottenkommandos
- Friedrich Obleser (1923–2004), war von 1978 bis 1983, als Generalleutnant der Luftwaffe der Bundeswehr, Inspekteur der Luftwaffe
- Günther Rall (1918–2009), war von 1970 bis 1974, als Generalleutnant der Luftwaffe der Bundeswehr, Inspekteur der Luftwaffe
- Johannes Steinhoff (1913–1994), war von 1966 bis 1970, als Generalleutnant der Luftwaffe der Bundeswehr, Inspekteur der Luftwaffe
- Fritz Walter (1920–2002), war ein Fußballnationalspieler und Weltmeister 1954
- Walter Windisch (1924–2011), war 1984, als Generalleutnant der Luftwaffe der Bundeswehr, Stellvertreter des Generalinspekteurs der Bundeswehr
- Walter Wolfrum (1923–2010), war 1962 deutscher Meister im Kunstfliegen